# Harpagophana hilaris
Harpagophana hilaris là một loài bướm đêm trong họ Noctuidae.